# Grace Dieu

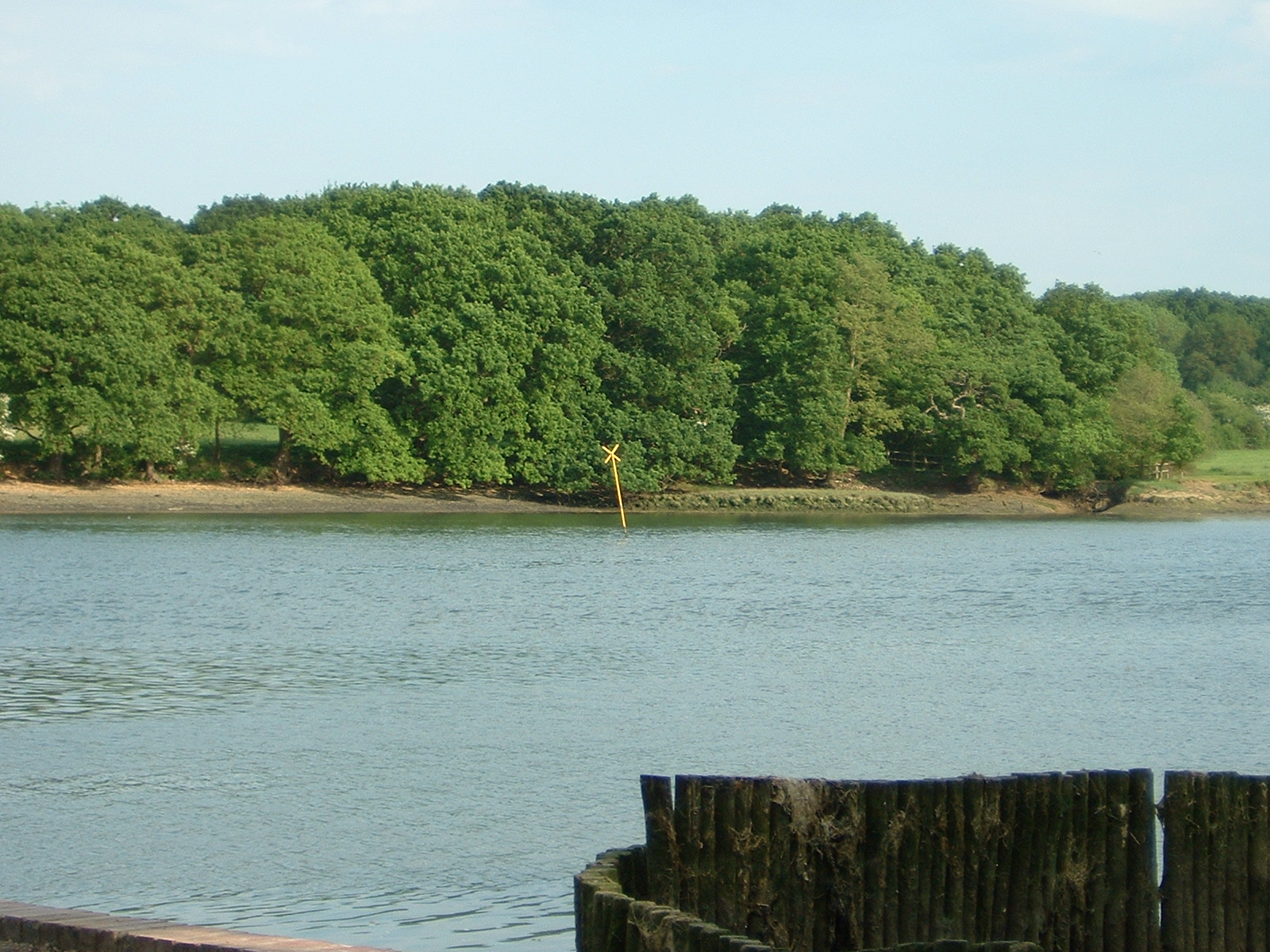
Das Kreuz nahe dem Flussufer des Hamble kennzeichnet die Lagestelle des Wracks der Grace Dieu

Die Grace Dieu (frz. Gnade Gottes) war während des Hundertjährigen Kriegs das Flaggschiff Heinrichs V. von England.
Erbaut im Jahr 1418, ging sie 1439 durch Blitzschlag in der Nähe von Southampton unter. Die Grace Dieu wurde in der Bauweise einer Karacke gefertigt und galt mit 67 Metern Länge und 2750 Tonnen Wasserverdrängung als das größte Schiff des Mittelalters, womit sie einen Höhepunkt des europäischen Schiffbau darstellte, bevor mit den kraweelbeplankten Karavellen im Verlauf des 15. Jahrhunderts innovativere Schiffstypen aufkamen.
Die Grace Dieu hatte einen einzelnen Mast und war mit drei Kanonen sowie Bogenschützen bewaffnet.
Das Schiff wurde schon 1874 wiederentdeckt und am 5. Februar 1974 von der Unterwasserarchäologie erfasst und unter Denkmalschutz gestellt. Im Zuge einer Episode der Archäologieserie Time Team auf Channel 4 im Jahr 2004 wurde die Grace Dieu wissenschaftlich untersucht, wobei die Größenangaben bestätigt werden konnten.